# مسجد بيت الرحمن (بانيووانغي)
مسجد بيت الرحمن (بالاندونيسية: Masjid Agung Baiturrahman Banyuwangi) هو مسجد يقع في بانيووانجى، وأصبح المسجد مركزا للإسلام في مدينة بانيووانجى، المسجد تقام فيه الأنشطة الدينية والروتينية مثل الصلاة والدراسة كل يوم خميس.

## التأريخ
بدأت خلفية بناء المسجد الجامع في السابع من شهر كانون الأول عام 1773، بناء مسجد بيت الرحمن يستند إلى رسالة وقف من عائلة كبيرة .

### التجديد الأول
وقع التجديد الأول للمسجد في الفترة (1844 - 1971) وهو بمثابة إعادة بناء أقدم وأضخم مسجد في بانيووانجى، كان البناء بسيطا للغاية واقتصر فقط على الخشب، ثم في عام 1844 تمت توسعت المسجد من قبل الأمير ريجنت وقام باعادة بناء المسجد بناء دائم، وكان يعاونه في البناء القاضي أحمد بن بيسي في الثامن عشر من شهر شعبان عام 1260 هـ .

### التجديد الثاني
تم التجديد الثاني في الفترة (1971 - 1990)، فقد قام باعادة بنائه الوصي دجوكو سلامت سوببات، واكتمل البناء في عام 1971، في تلك السنة تغير المسجد من مسجد إلى جامع، تم الانتهاء من ترميم المسجد خلال سنتين ابتداءاً من الثامن والعشرين من شهر مارس عام 1969 إلى الثامن من شهر مارس عام 1971، وقد جرى افتتاح المسجد الجامع من قبل الوصي دجوكو سلامت سوببات في الثاني عشر من شهر أبريل عام 1971 .

### التجديد الثالث
جرت أعمال التجديد في الفترة (1990 - 2005)، في عام 1986، أجرى ريجنت دجوكو وسيتو ترميم سقف المسجد، وتم تفكيك القبة و إعادة بنائها على شكل الأسقف المخلية (جوغلو)، تم افتتاح المسجد الجامع في السابع من شهر آذار عام 1990 من قبل الحكام واروين وسيتو، تركزت عملية الترميم على السقف واستغرق أربع سنوات من العمل وذلك لظروف في ذلك الوقت، يمكن أن يكون السبب بسبب التغيرات في القيادة في مدينة بانيووانجى .

### التجديد الرابع
التجديد الرابع تم ابتداء من العام 2005، استنادا إلى فرضية أن سقف جوغلو لديه بعض العيوب، مثل الإطار العازل أصبح عرضة للانهيار وغير منظم، وفررت مؤسسة الجامع على إعادة بناء المسجد، ففي يوم التاسع من شهر سبتمبر عام 2005 تم بناء مبنى لقاعة الجامع والتي هي بمثابة غرفة للصلاة في أوقات معينة، و قاعة تعليمية و دينية و إدارية، في المرحلة التالية (2006 - 2007) بنيت مواضيء للرجال والنساء من المصلين، وتم بناء غرفة للصلاة على الجهة الجنوبية، وتم بناء شرفة لقاعة الصلاة مسقوفه بقبة، أما بالنسبة للمرحلة المتاخرة (2009 - 2010) فقد بنيت قاعة رئيسية للصلاة وقاعة الصلاة على الجهة الشمالية .